# Arijadna (Gundulić)
Arijadna je drama hrvatskog pisca Ivana Gundulića, izdana u Anconi 1633. godine.

## Predložak
Arijadna je jedna od ranijih Gundulićevih drama, čiji je izvornik djelo Arianna talijanskog pisca Ottavija Rinuccinija iz 1608. godine, a koje je Gundulić slobodno preveo nekoliko godina kasnije. U njemu se nalaze odjeci starije rimske poezije, uglavnom Ovidija i Katula, ali i suvremenih talijanskih epova poput Ariostove Olimpije ili Tassove Armide, u kojima se također emotivno iskazuje motiv ostavljenosti. Rinuccinijeva Arianna bila je premijerno izvedena 1608. u Mantovi, na piru tamošnjeg vojvode. Djelo je iste godine tiskano kao melodrama i prikazano u Firenci, a glazbu je skladao Claudio Monteverdi. Rinuccini je, međutim, promijenio antičku fabulu, i to tako da je tragičnoj priči o Tezejovu bijegu dodao sretan završetak, obavezan u tragikomediji. Naime, Rinnucini je uveo lik Bakha, koji se na kraju ženi Arijadnom. Tako je prvotna tragedija pretvorena u tragikomediju, a jer je i Gundulićeva Arijadna ostala vjerna talijanskom predlošku, i to se djelo također može označiti istom žanrovskom odrednicom.

## Izvedba
Gundulić je u svojoj posveti Pjesni pokornih kralja Davida (Rim, 1621.) napisao da su mnoge njegove drame (složenja) bile izvođene „s mnozijem i bezbrojnijem pjesnima taštijem i ispraznijem na očitijem mjestijeh s velicijem slavam”. Nabrajajući svoja rana djela koja naziva „porodom od tmine”, pisac među njima spominje i Arijadnu. Stoga se može zaključiti da je i ona imala umetnute pjevane dijelove i da je bila uspješno izvođena na javnim mjestima. Iz Gundulićeva pisma od „4. setembra 1632.” upućenog dubrovačkom vlastelinu Marinku Frana Tudiševića saznaje se da je ta drama bila prikazana s velikim uspjehom u Dubrovniku, a izveli su je Marinko i njegova družina. Ipak, Gundulić ga u pismu naziva „gospodičićem”, što bi moglo značiti da je Marinko Tudišević bio još mlad 1632. godine pa prema tome nije mogao glumiti u Arijadni kada je ona prvi put prikazana u Dubrovniku, prije 1620. godine, pa je očito bilo i kasnijih izvedbi, a vjerojatno i prerada iste drame. 
Unatoč Gundulićevoj želji da se njegova mladenačka djela unište, sačuvale su se dvije njegove rane drame – Prozerpina ugrabljena od Plutona i Arijadna, i to zahvaljujući piščevim prijateljima i štovateljima koji su Arijadnu ipak tiskali u Anconi 1633. godine, bez autorova znanja.

## Forma

### Kompozicija
Gundulićeva drama sastoji se od pet činova. Prva četiri čina završavaju korom koji govori Skup ribara. Prvi i peti čin imaju 4 prizora, drugi 3, a treći i četvrti po 2. Arijadna je 4. rujna 1632. godine posvećena Marinku Frana Tudiševića, dubrovačkomu vlastelinu, a uz posvetu, prije same drame, stoji i pjesma Dživa Sara Bunića, prigodnica upućena Gunduliću.
Drami također prethodi Pripovijes, koja sadrži gotovo cijelu priču o Tezeju, Arijadni i Baku – od same Tezejeve borbe s Minotaurom, preko dolaska na začarani otok „od Nesa“ (odakle počinje radnja drame) i Tezejova odlaska, do sretnog završetka, ljubavi između Baka i Arijadne. Ta pripovijest funkcionira kao prolog jer najavljuje čitateljima/gledateljima sadržaj drame. Ulogu (drugog) prologa ima Apolov govor u osmeračkim katrenima, u kojem upozorava čitatelja da će čuti uzdisanja ostavljene djevojke, koja će možda prepoznati kao temu iz nekih starijih i slavnijih djela.

### Stih
Djelo je pisano u stihu, pretežito osmercu, a pojedini su dijelovi u dvanaestercu i petercu. Kombinacije stihova i rima vrlo su šarolike. Strofe imaju po četiri, pet, šest ili osam stihova, s rimama abba, abab, ababcc, abbac, abcbac, abababcc.
Slijedeći uvjerenje da su grčke tragedije bile pjevane, i tragikomedija je općenito koncipirana tako da bude uglazbljena pa unutar samog sadržaja postoje dramaturški nefunkcionalni prizori čiji je zadatak isticanje glazbe. Tako se može pretpostaviti da su u Arijadni kraći oblici, osmerac ili peterac, bili prikladniji za pjevanje nego dvanaesterac. Međutim, u ovoj je drami mnogo više dijelova u kojima nema dvanaesterca pa se ne može zaključiti da su se svi osmerački ili peterački stihovi pjevali. Treba pretpostaviti da se ipak znatan dio teksta nije pjevao. Moguće je zaključiti i da unutar jedne replike postoji težnja da se govor luči od pjevanoga dijela pa je nekoliko stihova unutar ulomaka različite dužine od uobičajenog osmerca (primjerice stihovi 287. – 297.).

## Stil
Djelo je pisano visokim stilom, što potvrđuje mnoštvo baroknih figura, kako na sintaktičkoj (asindeton, gradacija, komparacija, refren u dijelovima koji imaju formu pjesme) tako i na semantičkoj razini (metafora, antiteza, hiperbola, personifikacija, sinegdoha, eufemizam, perifraza). Česti su kontrasti nebo – zemlja, raj – pakao, ljubav – mržnja.
Nezaobilazni su i neki tipični renesansni motivi koji su uklopljeni u samu radnju – usporedba drage s cvijetom, suncem, srcem, kraljicom i sl., a prisutan je i motiv sluge/služenja kao tipičan renesansni odnos muškarca prema ženi. Concetto, kao uobičajeni barokni postupak, proteže se kroz cijelo djelo i jedan je od temeljnih elemenata u izgradnji fabule kroz stihove. Često se, također, ističe kako je Gundulić već u Arijadni stvorio vlastiti korpus baroknih izričaja i fraza, koje će upotrebljavati i u svojim kasnijim djelima.
Zanimljivo je i to što se u Arijadni naziru i elementi pastorale, koji se većinom odnose na opći ugođaj, odnosno idilu pastirskog života, što se ne bi očekivalo, s obzirom na činjenicu da se radnja događa na otoku. Međutim, u Arijadni se taj prostor čak i naziva dubravom, što je tipično obilježje dubrovačke pastorale. Osim toga, javljaju se i neki drugi klasični pastoralni toposi, kao što su gizdave vile, kufi (labudovi), kladenci, dubje i slično.
Može se zaključiti da je Gundulić upravo ovim svojim ranim radom, slijedeći trag domaće tradicije, otvorio novu etapu u razvoju dubrovačke drame.

## Dramske osobe
Lica koja ulaze u dramu jesu: Apolo, Venere, Ljubav, Tezeo, Arijadna, Svjetnik, Skup bojnika Tezeovijeh, ribari Biserko i Pelinko, Poklisar s plavi, Koraljka gost(ionica = služavka), Glasnik prvi, Glasnik drugi, Bako, Skup vojnika Bakovijeh, Jove.
Karakteri u drami nisu podrobnije obrađeni, što je razumljivo jer o sudbini likova odlučuje viša sila. Međutim, Arijadna i Tezeo ipak se ponešto ističu; oboje su razapeti između dvaju nepomirljivih načela: Tezeo mora izabrati između ljubavi i dužnosti, dok Arijadnu u početku razdire sukob ljubavi prema Tezeju i tuge zbog ostavljenih roditelja. Proučavajući govornu karakterizaciju likova, ne može se odrediti njihov „socijalni status“, tj. ne prave se razlike između „višeg“ i „nižeg“ sloja, odnosno podređenih i nadređenih. Štoviše, dijelovi drame u kojima govore likovi najnižeg društvenog ranga – ribari, glasnici, skupovi – uzorno su leksički i sintaktički koncipirani, a katkad su i izrazito pjevni. Njihove su uloge djelomično nevezane uz razvoj fabule pa su kao takve mogle imati ulogu isticanja glazbene (pjevne) sastavnice komada. Međutim, često se tematika njihovih replika (osobito ribara) razlikuje u odnosu na tematske preokupacije drugih likova pa će oni češće govoriti o ljubavi, ljepoti, vilama, ribolovu, prirodi.
Likovi u drami mogu se tako podijeliti u tri tematska svijeta. Prvi je mitološki i u njega ulaze protagonisti, Tezeo i Arijadna, zatim Venera, Apolo, Ljubav, Bako te Jove; drugoj skupini pripadaju Skup ribara te Biserko i Pelinko; treća je skupina likova sličnija drugoj, no vezana je uz mitološke likove – to su sluge, savjetnici, glasnici, vojnici.

## Sadržaj
U prvome činu Venere moli Ljubav da pomogne Arijadni koju će Tezeo ostaviti. Zatim na otok dolaze Tezeo, Arijadna, Svjetnik i Skup bojnika. Tezeo i Arijadna zaljubljeni su, no ona pati jer je otišla s Krete bez dopuštenja roditelja. Čin završava prizorom u kojemu ribari pjevaju o vilama.
U drugome činu Svjetnik savjetuje Tezeju da ostavi Arijadnu i vrati se kući, jer kralju ne priliči ljubovati s razbludnom tuđinkom, koja je i kći najvećeg neprijatelje Tezejeve Atene. Tezeo je rastrgan između ljubavi i dužnosti, no ipak odabire dužnost i odlazi. Čin završava pjesmom ribara.
U trećem činu Arijadna sumnja na zlo jer ne može pronaći Tezeja, no Koraljka je tješi govoreći da je Tezeo otišao samo nakratko te da će se uskoro vratiti po nju. U sljedećem prizoru saznaje se da su ribari čuli Arijadnine uzvike i plač kad je shvatila da je ostavljena. Čin završava govorom Skupa koji hvali ribare jer im je od vlasti i slave draža ljubav.
U četvrtome činu Glasnik prepričava ribarima Arijadninu nevolju – nesretna i ostavljena htjela se ubiti, no život su joj spasili ribari. Ipak, srce joj je slomljeno pa Arijadna u tužaljki pomišlja na smrt. Koraljka je opet pokušava umiriti, a kada čuje da dolaze lađe, zaključuje da je to sigurno Tezeo, no Arijadna je sumnjičava. Na kraju čina Skup moli Ljubav da im vrati Tezeja.
U petom činu Glasnik prepričava što se dogodilo – u lađi je došao besmrtnik Bako, koji se na kraju vjeri s Arijadnom.